# Saffron Burrows
Saffron Dominique Burrows (Londra, 22 ottobre 1972) è un'attrice e modella britannica.

## Biografia

### Primi anni di vita
È nata a St Pancras ed è cresciuta a Stoke Newington. Figlia di attivisti politici socialisti, sua madre è sindacalista femminista e insegnante di scuola elementare a Hackney, mentre suo padre architetto e insegnante. Saffron era politicamente attiva sin dalla giovane età. La Burrows ha frequentato la William Tyndale Primary School a Islington e poi la Stoke Newington School. Si è iscritta a corsi di recitazione alla Anna Scher Theatre School all'età di 11 anni.
Ha avuto una carriera di modella di successo dopo essere stata scoperta all'età di 15 anni a Covent Garden dalla fotografa di moda Beth Boldt. Per cinque anni si divise tra Londra e Parigi, dove imparò il francese e lo spagnolo. Ha trovato preoccupante la pressione che il mondo delle modelle esercita sulle ragazze con la sua "ossessione per l'ideale del corpo".
Debutta con il piccolo ruolo nel film di Jim Sheridan Nel nome del padre in seguito recita in Amiche di Pat O'Connor. Sul set di questo film incontra Alan Cumming, cui si lega sentimentalmente per due anni per restarne, dopo la rottura del fidanzamento, ottima amica. Nel 1998 viene scelta da Woody Allen per recitare nel suo Celebrity, ma all'ultimo momento viene sostituita da Charlize Theron, così si accontenta di recitare in Wing Commander - Attacco alla Terra e Blu profondo.
Nel 1999 lavora nel film La perdita dell'innocenza di Mike Figgis, con il quale instaura una relazione sentimentale, recitando in altri due suoi film. Nel 2001 recita in Enigma e ottiene delle parti in Frida e Troy, inoltre è la voce narrante nel Peter Pan di P. J. Hogan. Nel 2007 recita in Reign Over Me di Mike Binder ed entra nel cast della serie televisiva Boston Legal, dove interpreta Lorraine Weller. Nel 2008 è invece impegnata nella serie TV My Own Worst Enemy al fianco di Christian Slater. Nel 2010 ha fatto parte della nona stagione di Law & Order: Criminal Intent. Nel 2011 ha registrato il backdoor pilot de Il risolutore, spin-off di Bones, non venendo poi confermata nella serie regolare.
Ha scritto inoltre diari, recensioni di libri e articoli di giornale e riviste per The Guardian, The Independent, The Times e The New Statesman.

## Vita privata
È un membro della Royal Society of Arts. La Burrows è bisessuale, ma ha affermato di preferire la compagnia delle donne. È stata fidanzata con l'attore Alan Cumming negli anni '90 e ha frequentato il regista Mike Figgis per cinque anni fino al 2002. In precedenza aveva anche avuto una relazione con l'attrice Fiona Shaw, con cui si è esibita a teatro in The Power Book.
Nel 2013 ha sposato la scrittrice Alison Balian, autrice del programma The Ellen DeGeneres Show, con cui aveva una relazione da sei anni. Ha dato alla luce un figlio nel 2012 e una figlia nel 2017. Le due si sono separate nel 2020.
Ha espresso simpatia per le socialdemocrazie in stile europeo e per la politica socialista francese Ségolène Royal. Si è unita a un gruppo antirazzista all'età di 11 anni ed è diventata vicepresidente del Movimento nazionale per i diritti civili. Burrows è un'attivista per i diritti dei disabili e l'uguaglianza.
Nel 2009 è diventata cittadina statunitense.

## Filmografia

### Cinema
- Nel nome del padre (In the Name of the Father), regia di Jim Sheridan (1993)
- Amiche (Circle of Friends), regia di Pat O'Connor (1995)
- Hotel de love, regia di Craig Rosenberg (1996)
- Complice la notte (One Night Stand), regia di Mike Figgis (1997)
- Amori e imbrogli (The MatchMaker), regia di Mark Joffe (1997)
- Wing Commander - Attacco alla Terra (Wing Commander), regia di Chris Roberts (1999)
- La perdita dell'innocenza (The Loss of Sexual Innocence), regia di Mike Figgis (1999)
- Blu profondo (Deep Blue Sea), regia di Renny Harlin (1999)
- Miss Julie, regia di Mike Figgis (1999)
- Timecode, regia di Mike Figgis (2000)
- Gangster nº 1 (Gangster No. 1), regia di Paul McGuigan (2000)
- Enigma, regia di Michael Apted (2001)
- Tentazione mortale (Tempted), regia di Bill Bennett (2001)
- Hotel, regia di Mike Figgis (2001)
- Hideous Man, regia di John Malkovich (2002)
- Frida, regia di Julie Taymor (2002)
- The Galindez Mistery, regia di Gerardo Herrero (2003)
- Peter Pan, regia di P. J. Hogan – voce (2003)
- Troy, regia di Wolfgang Petersen (2004)
- Klimt, regia di Raúl Ruiz (2006)
- Fay Grim, regia di Hal Hartley (2006)
- Perfect Creature, regia di Glenn Standring (2006)
- Reign Over Me, regia di Mike Binder (2007)
- Dangerous Parking, regia di Peter Howitt (2007)
- The Guitar, regia di Amy Redford (2008)
- La rapina perfetta (The Bank Job), regia di Roger Donaldson (2008)
- Love and Virtue, regia di Raúl Ruiz (2008)
- Shrink, regia di Jonas Pate (2009)
- Volano coltelli (Knife Fight), regia di Bill Guttentag (2012)
- Small Apartments, regia di Jonas Åkerlund (2012)
- Quitters, regia di Noah Pritzker (2014)
- Canary Black, regia di Pierre Morel (2024)

### Televisione
- Miss Marple (Agatha Christie's Marple) – serie TV, episodio 3x03 (2007)
- My Own Worst Enemy – serie TV, 9 episodi (2008)
- Boston Legal – serie TV, 19 episodi (2008-2009)
- Kings – serie TV, episodio 1x08 (2009)
- The Eastmans, regia di Jason Ensler – film TV (2009)
- Law & Order: Criminal Intent – serie TV, 15 episodi (2010)
- Bones – serie TV, episodio 6x19 (2011)
- The Crazy Ones – serie TV, episodio 1x05 (2013)
- Agents of S.H.I.E.L.D. – serie TV, 4 episodi (2013-2014)
- Mozart in the Jungle – serie TV, 36 episodi (2014-2018)
- Elementary – serie TV, episodio 7x01 (2019)
- You – serie TV, 11 episodi (2019-2021)
- Westworld - Dove tutto è concesso (Westworld) – serie TV, episodio 4x02 (2022)

## Doppiatrici italiane
Nelle versioni in italiano delle opere in cui ha recitato, Saffron Burrows è stata doppiata da:
- Claudia Catani in Blu profondo, Enigma, Elementary
- Laura Romano in Boston Legal, Westworld - Dove tutto è concesso
- Gabriella Borri in Wing Commander - Attacco alla terra, Amori e imbrogli
- Roberta Greganti in Tentazione mortale
- Emanuela Rossi in Hotel
- Pinella Dragani in Peter Pan
- Roberta Pellini in Troy
- Francesca Fiorentini in Klimt
- Laura Boccanera in Perfect Creature
- Rita Baldini in Reign Over Me
- Chiara Colizzi in La rapina perfetta
- Cristina Boraschi in My Own Worst Enemy
- Roberta Bosetti in Law & Order: Criminal Intent
- Selvaggia Quattrini in Agents of S.H.I.E.L.D.
- Paola Della Pasqua in Mozart in the Jungle
- Claudia Razzi in You